# Biringer Ádám
Biringer Ádám (Trencsén, 1839. december 23. – Nyitra, 1905. július 4.) nagykolosi és nyitra-alsóvárosi plébános, esperes.

## Élete
Szülei Biringer János bádogosmester és Volek Terézia. Testvére volt Biringer Ferenc orvos.
A teológiát Nyitrán és Pesten végezte. 1862-ben Nyitrán szentelték fel, ahol káplán és 1864-1873 között gimnáziumi oktató lett. 1873-tól nagykolosi plébános. 1899-től a nyitrai székeskáptalan tiszteletbeli kanonokja. 1902-től nyitra-alsóvárosi plébános.
Nécsey Endre és Zongor József után a nyitrai római katolikus iskolaszék elnöke volt. 1868-tól a Királyi Magyar Természettudományi Társulat tagja volt.
Sírja a nyitrai városi temetőben volt, de már felszámolták.